# Tony Sano
Tony Sano é um ator e apresentador nipo-americano. Nasceu em Tóquio, no Japão, e foi para os Estados Unidos com apenas três anos de idade. Recentemente, ele participou do seriado Kamen Rider: O Cavaleiro Dragão interpretando os personagens Albert Cho e seu clone do bem, Chase. Além disso, Tony também foi o apresentador da primeira temporada do programa I Survived a Japanese Game Show, da ABC. Ao comentar as experiências vividas no game show, Sano disse: "Foi muito bom ver pessoas de diferentes culturas se unindo".
O ator ainda apresentou o MTV Spring Break no Japão, além de já ter interpretado vários papéis principais e secundários em diversos filmes independentes e séries de televisão. Apesar de ter ido para os Estados Unidos bem cedo, ele aprendeu a falar sua língua nativa e tem feito visitas regulares ao seu país natal para ver a família e os amigos.
Sano trabalha em Hollywood desde 2006, quando decidiu seguir sua carreira de ator. Durante seu tempo livre, ele gosta de compor e tocar músicas no piano. Também gosta muito de jogar poker, sendo que já até competiu profissionalmente. Atualmente, Tony mora em Los Angeles, na Califórnia.

## Filmografia

### Ator
- 2011: Nice Guys Finish Last (curta-metragem) - Bad Boy 5
- 2010: The Making of A Lover's Scent (filme para TV) - Jack Valant
- 2010: Touch Wood - Siamese Slim
- 2009: Kamen Rider: O Cavaleiro Dragão (série de TV) - Albert Cho/Chase (Kamen Rider Lancer)
- 2008: I'm Not Britney (curta-metragem) - Personagem desconhecido
- 2008: Sistahs in the Name of Love (curta-metragem) - Jake
- 2007: Three Nights of a Dreamer (curta-metragem) - Thomas
- 2007: Gaydar (curta-metragem) - Steve

### Apresentador
- 2012: MTV Spring Brake
- 2008: I Survived a Japanese Game Show